# جورج فيرغسون (سياسي)
جورج فيرغسون (بالإنجليزية: George Ferguson)‏ هو مهندس معماري وسياسي بريطاني، ولد في 22 مارس 1947 في ونشستر في المملكة المتحدة. حزبياً، نشط في الحزب الليبرالي. وقد انتخب عمدة برستل ‏ (19 نوفمبر 2012 – 5 مايو 2016).